# Кубок Кыргызстана по футболу 2018
Кубок Кыргызстана по футболу 2018 года — 27-й розыгрыш ежегодного футбольного клубного турнира, второго по значимости в стране.
Финальный матч прошёл в Бишкеке на стадионе имени Долона Омурзакова. Обладателем Кубка в 10-й раз в своей истории стал бишкекский «Дордой», в третий раз подряд он обыграл в финале ошский «Алай».
Победитель получил право сыграть в поединке за Суперкубок Кыргызстана 2019 года. Однако так как тот же «Дордой» сделал золотой «дубль», став чемпионом Кыргызстана сезона 2018 года, то в Суперкубке он будет играть с серебряным призёром сезона ошским «Алаем». Также победа в национальном Кубке даёт право участия в Кубке АФК 2019 года, но и это право «Дордой» заслужил через победу в чемпионате.

## Формат
Турнир стартовал со стадии первого раунда (1/32 финала), в котором встречались команды Первой и Второй лиг. В этом, а также во 2-м раунде и в 1/8 финала хозяином поля является команда, которая выступает в лиге, низшей по рангу. Если встречаются команды одной лиги, то хозяин поля определяется в результате жеребьёвки.
До стадии полуфинала турнир проводился по региональным зонам (Север и Юг). Из-за того, что на Юге принимало участие меньшее число команд, то стадия первого раунда там не проводилась, и все клубы Первой и Второй лиги там взяли старт со второго раунда.
Полуфинал состоял из двух матчей, которые проводились на поле каждого из соперников. Финал турнира состоял из одного матча и игрался на нейтральном поле.

## Участники турнира

### Представительство участников
| Раунд        | Оставшихся команд | Участвует команд | Победителей из предыдущего раунда | Новые участники в этом раунде | Лиги, участвующие в этом раунде | Игровые дни по расписанию         |
| ------------ | ----------------- | ---------------- | --------------------------------- | ----------------------------- | ------------------------------- | --------------------------------- |
| Первый раунд | 28                | 8                | 0                                 | 8                             | Первая, Вторая                  | 10 мая 2018 года                  |
| Второй раунд | 24                | 16               | 4                                 | 12                            | Первая, Вторая                  | 16, 22, 23 мая, 13 июня 2018 года |
| 1/8 финала   | 16                | 16               | 8                                 | 8                             | Высшая                          | 27, 28 июня 2018 года             |
| 1/4 финала   | 8                 | 8                | 8                                 | нет                           | -                               | 1 июля 2018 года                  |
| 1/2 финала   | 4                 | 4                | 4                                 | нет                           | -                               | 4, 5, 18 июля 2018 года           |
| Финал        | 2                 | 2                | 2                                 | нет                           | -                               | 6 октября 2018 года               |

### Клубы-участники
Для участия в розыгрыше Кубка подали заявку все 8 клубов Высшей лиги, 15 из 16 клубов Первой лиги (кроме ФК «Кызыл-Мээнэт») и 5 клубов Второй лиги.
Клубы, принявшие участие в турнире:
| Высшая лига все 8 клубов | Первая лига 15 из 16 клубов | Вторая лига 5 клубов                                                                         |
| - Абдыш-Ата (Кант) - Академия (Ош) - Алай (Ош) - Алга (Бишкек) - Дордой (Бишкек) - Илбирс (Бишкек) - ФК Кара-Балта - Нефтчи (Кочкор-Ата) | - Абдыш-Ата-2 (Кант) - Академия-2 (Ош) - Алай-2 (Ош) - Алга-2 (Бишкек) - Алга-Чуй (Токмак) - Дордой-2 (Бишкек) - Живое (Кант) - Илбирс-2 (Бишкек) - Иссык-Куль (Бостери/Каракол) - Исфайрам (Кара-Добо) - ФК Кара-Балта-2 - Нефтчи-2 (Кочкор-Ата) - Семетей-Талас (Талас) - Шахтёр (Кызыл-Кия) - Ынтымак (Каракол/Чолпон-Ата) | - Биримдик (Сокулук) - ФК Джалал-Абад - Джети-Огуз - Жаштык-Ак-Алтын (Кара-Суу) - Кок-Жангак |

## Первый раунд
Стадия 1/32 финала. Участвовали только клубы с севера страны. 2 команды из Второй лиги и 2 — из Первой принимали на своём поле команды Первой лиги, и обе младшие по классу команды прошли дальше.
| Команда 1        | Результат | Команда 2          |
| ---------------- | --------- | ------------------ |
| 10 мая 2018      |           |                    |
| Иссык-Куль (II)  | 1:3       | Ынтымак (II)       |
| Илбирс-2 (II)    | 1:2       | Семетей-Талас (II) |
| Биримдик (III)   | 3:1       | Кара-Балта-2 (II)  |
| Джети-Огуз (III) | +:-       | Живое (II)         |

## Второй раунд
Стадия 1/16 финала. К 4-м победителям предыдущего раунда присоединились 4 команды Первой лиги на севере, а также 5 клубов Первой лиги и 3 клуба Второй лиги на юге. 2 команды Второй лиги («Кок-Жангак» и «Джалал-Абад») сумели пройти дальше.
| Команда 1             | Результат | Команда 2        |
| --------------------- | --------- | ---------------- |
| 16 мая 2018           |           |                  |
| Семетей-Талас (II)    | 3:4       | Алга-2 (II)      |
| Ынтымак (II)          | 3:0       | Алга-Чуй (II)    |
| Джети-Огуз (III)      | 1:10      | Абдыш-Ата-2 (II) |
| 22 мая 2018           |           |                  |
| Жаштык-Ак-Алтын (III) | 0:3       | Академия-2 (II)  |
| 23 мая 2018           |           |                  |
| Исфайрам (II)         | 1:3       | Алай-2 (II)      |
| Кок-Жангак (III)      | 3:0       | Нефтчи-2 (II)    |
| Джалал-Абад (III)     | 3:0       | Шахтёр (II)      |
| 13 июня 2018          |           |                  |
| Биримдик (III)        | 1:2       | Дордой-2 (II)    |

## 1/8 финала
К 8 победителям предыдущего раунда присоединились 8 клубов Высшей лиги. В следующую стадию прошли 4 клуба Первой лиги, а все клубы Второй лиги завершили выступление. «Абдыш-Ата» не явилась на матч против «Дордоя»-2 и ей было засчитано техническое поражение.
| Команда 1         | Результат | Команда 2      |
| ----------------- | --------- | -------------- |
| 27 июня 2018      |           |                |
| Алай-2 (II)       | 1:0       | Академия (I)   |
| Джалал-Абад (III) | 1:9       | Нефтчи (I)     |
| Кок-Жангак (III)  | 1:3       | Кара-Балта (I) |
| Ынтымак (II)      | 2:1       | Алга (I)       |
| Абдыш-Ата-2 (II)  | 2:0       | Илбирс (I)     |
| 28 июня 2018      |           |                |
| Алга-2 (II)       | 0:4       | Дордой (I)     |
| Дордой-2 (II)     | +:-       | Абдыш-Ата (I)  |
| Академия-2 (II)   | 2:6       | Алай (I)       |

## 1/4 финала
| Команда 1        | Результат | Команда 2     |
| ---------------- | --------- | ------------- |
| 1 июля 2018      |           |               |
| Абдыш-Ата-2 (II) | 3:2       | Ынтымак (II)  |
| Алай (I)         | 6:3       | Алай-2 (II)   |
| Кара-Балта (I)   | 2:0       | Нефтчи (I)    |
| Дордой (I)       | 11:0      | Дордой-2 (II) |

| Абдыш-Ата-2                                                           | 3:2 | Ынтымак                                      |
| --------------------------------------------------------------------- | --- | -------------------------------------------- |
| Евгений Малинин ? (пен.) · Асылбек Искаков 80′ · Замир Молондаров 83′ |     | Алексей Азизов ? (пен.) · Авазбек Бекбосунов |

| Алай                                                                             | 6:3 | Алай-2                                              |
| -------------------------------------------------------------------------------- | --- | --------------------------------------------------- |
| Владимир Верёвкин 7′, 11′, 73′ · Одилжон Абдурахманов 32′ · Джоэл Коджо 59′, 83′ |     | Мухаммадюсуф Юлдашев 20′, 51′ · Эрлан Маширапов 72′ |

| Кара-Балта               | 2:0 | Нефтчи |
| ------------------------ | --- | ------ |
| Атай Джакыпбаев 24′, 34′ |     |        |

| Дордой | 11:0 | Дордой-2 |
| --- | ---- | -------- |
| Муролим Ахмедов 3′, 5′ · Кайрат Жыргалбек уулу 8′, 38′ · Эрнист Батырканов 16′, 32′, 36′, 59′, 63′, 69′, 84′ |      |          |

## 1/2 финала
| Команда 1 | Итог | Команда 2   | 1-й матч | 2-й матч |
| --------- | ---- | ----------- | -------- | -------- |
| Дордой    | 2–1  | Абдыш-Ата-2 | 2:1      | 0:0      |
| Алай      | 6–2  | Кара-Балта  | 2:1      | 4:1      |

| Дордой                                      | 2:1 | Абдыш-Ата-2            |
| ------------------------------------------- | --- | ---------------------- |
| Азиз Сыдыков 30′ · Ислам Шамшиев 45′ (пен.) |     | Нурболот Ырысбеков 28′ |

| Абдыш-Ата-2 | 0:0 | Дордой |
| ----------- | --- | ------ |
|             |     |        |

| Алай                                          | 2:1 | Кара-Балта          |
| --------------------------------------------- | --- | ------------------- |
| Амируддин Шарифи 69′ · Элдияр Сардарбеков 71′ |     | Атай Джакыпбаев 12′ |

| Кара-Балта          | 1:4 | Алай                                                                |
| ------------------- | --- | ------------------------------------------------------------------- |
| Жаныш Куренкеев 90′ |     | Амируддин Шарифи 1′, 38′ · Элдияр Сардарбеков 21′ · Джоэл Коджо 71′ |

## Финал
| Дордой                                           | 3:2 | Алай                                            |
| ------------------------------------------------ | --- | ----------------------------------------------- |
| Бекжан Сагынбаев 9′, 71′ · Муролим Ахмедов 90+3′ | ,   | Акрамжон Умаров 32′ · Ильяз Алимов 90+7′ (пен.) |

| Дордой | Алай |

|                     |    |                   |  |
|                     |    |                   |  |
| ВР                  | 1  | Валерий Кашуба    |  |
| ЗЩ                  | 2  | Мустафа Юсупов    |  |
| ЗЩ                  | 30 | Тамирлан Козубаев |  |
| ЗЩ                  | 31 | Дэниел Таго       |  |
| ПЗ                  | 29 | Авазбек Откеев    |  |
| ПЗ                  | 14 | Павел Сидоренко   |  |
| ПЗ                  | 17 | Фархат Мусабеков  |  |
| ПЗ                  | 10 | Муролим Ахмедов   |  |
| ПЗ                  | 19 | Азиз Сыдыков      |  |
| НП                  | 77 | Эрнист Батырканов |  |
| НП                  | 9  | Бекжан Сагынбаев  |  |
| Запасные:           |    |                   |  |
|                     |    | нет данных        |  |
| Главный тренер:     |    |                   |  |
| Александр Крестинин |    |                   |  |

|                            |    |                      |  |       |
|                            |    |                      |  |       |
| ВР                         | 1  | Абдуазиз Макхамов    |  |       |
| ЗЩ                         | 4  | Ильяз Алимов         |  |       |
| ЗЩ                         | 24 | Шухрат Рахманов      |  | 90+6' |
| ЗЩ                         | ?  | Артур Муладжанов     |  |       |
| ЗЩ                         | 14 | Акрам Умаров         |  |       |
| ПЗ                         | 17 | Бакытбек Маматов     |  |       |
| ПЗ                         | ?  | Элдияр Сардарбеков   |  |       |
| ПЗ                         | 7  | Одилжон Абдурахманов |  |       |
| НП                         | 18 | Джоэл Коджо          |  |       |
| НП                         | 9  | Амируддин Шарифи     |  |       |
| НП                         | ?  | Келвин Инкум         |  |       |
| Запасные:                  |    |                      |  |       |
|                            |    | нет данных           |  |       |
| Главный тренер (играющий): |    |                      |  |       |
| Бакытбек Маматов           |    |                      |  |       |

| Судейская бригада - Главный арбитр: Рыспек Шекербеков (Бишкек) - Помощники главного арбитра: - Бахадыр Кочкаров - Замир Чыныбеков - Четвёртый арбитр: Даир Абдылдаев - Инспектор матча: Эмиль Бусурманкулов - Комиссар матча: | Регламент матча - 90 минут основного времени. - Дополнительное время и Послематчевые пенальти в случае необходимости. - Без ограничений запасных с каждой стороны. - Максимальное количество замен — нет данных. |